# Genaro García Luna
Genaro García Luna (Ciudad de México, 10 de julio de 1968) es un expolítico mexicano, sentenciado por narcotráfico y delincuencia organizada. Fue secretario de Seguridad Pública durante el sexenio del presidente Felipe Calderón entre 2006 y 2012.
El 10 de diciembre de 2019, García Luna fue detenido en Estados Unidos ante acusaciones de conspiración, aceptar sobornos del Cártel de Sinaloa y realizar declaraciones falsas. El 21 de febrero de 2023 fue declarado culpable de cinco cargos en una corte de Nueva York. El 16 de octubre de 2024 fue sentenciado a 38 años de prisión por los mismos, por el juez Brian Cogan.

## Biografía
Se graduó en la Universidad Autónoma Metropolitana (UAM) en 1994. Realizó una especialización en Formación y Especialización en Seguridad Pública en el Centro de Investigación y Seguridad nacional (CISEN). En 2004 concluyó un diplomado en Planeación Estratégica por la Facultad de Contaduría y Administración de la Universidad Nacional Autónoma de México (UNAM).

### Trayectoria profesional
Ingresó al CISEN en 1990, institución en la que permaneció hasta 1999.Se vio involucrado en el Asesinato de Luis Donaldo Colosio Murrieta cuando recibió órdenes de sus superiores de rescatar a Jorge Antonio Sánchez Ortega —el llamado por la prensa «segundo Aburto» por su aspecto semejante al de Mario Aburto—, persona de la cual se encontraron rastros de ADN en las ropas de Colosio y que presuntamente habría hecho uno de los disparos al candidato priísta. Según documentos de la Fiscalía General de la República (FGR), Sánchez Ortega fue detenido en las inmediaciones de Lomas Taurinas y trasladado a las instalaciones de la entonces Procuraduría General de la República en Tijuana, sitio en donde dio positivo a la prueba de radizonato y presentó manchas de la sangre del candidato.Acusaciones de la FGR hechas públicas el 29 de enero de 2024 inculpan a Genaro García Luna como quien rescató a Sánchez por órdenes de sus superiores.
Después de casi una década de prestar sus servicios en el CISEN, García Luna se incorporó a la Policía Federal Preventiva (PFP) en 1999, creada ese mismo año. La PFP se integró por la Policía Federal de Caminos, una brigada militar de la Armada de México y elementos formados en el CISEN, los cuales se incorporaron a la Coordinación de Inteligencia para la Prevención, encabezada por Genaro García Luna. La coordinación era la entidad responsable de generar información sustantiva para el combate al delito, llevando a cabo operaciones basadas en información de inteligencia contra el crimen y brindar apoyo a diversas entidades federativas.[cita requerida]
En diciembre de 2000, aún como Coordinador de Inteligencia para la Prevención de la PFP, García Luna recibió la invitación de una convocatoria restringida para un concurso de oposición para reestructurar la Policía Judicial Federal. El concurso se realizó en varias etapas, entrevistas y la presentación de un proyecto. Finalmente, el entonces procurador, Rafael Macedo de la Concha, nombró a García Luna Director de Planeación y Operación de la Policía Judicial Federal.
El reto para García Luna al frente de la Policía Judicial Federal era enfrentar la corrupción; contar con una estructura de mando que permitiera a los elementos ascender de acuerdo con sus capacidades y crear con un órgano de supervisión interno que diera certidumbre a la conducta institucional. García Luna, junto con un equipo de colaboradores, comenzó a trabajar en la nueva corporación, diseñando una policía con doctrina, metodología, sistemas y estrategias de operación, que reuniera los conocimientos y experiencia de organizaciones de inteligencia y policía de diversas partes del mundo.

#### Director de la AFI
El 1 de septiembre de 2001, durante el Primer Informe de Gobierno del presidente Fox, se ordenó la creación de la Agencia Federal de Investigación (AFI), y nombró a García Luna como su titular. La Agencia contó desde con la participación de la sociedad mexicana, en particular de las víctimas de secuestro, que donaron equipo para la agencia, y del exterior: las policías de España, Francia, Alemania, Colombia y Estados Unidos brindaron apoyo técnico y capacitación.
Destacó el respaldo del Buró Federal de Investigación (FBI) que brindó soporte metodológico, técnico y de capacitación, además de colaborar en difundir un nuevo concepto de la policía mexicana ante otras instituciones estadounidenses. La AFI retomó las experiencias y conocimientos de modelos de seguridad y policía de Europa y América, y basó su operación en el ciclo básico de inteligencia conformado por cuatro etapas: Planeación, Recopilación, Análisis y Explotación de la Información. La AFI fue una corporación con capacidad de investigación para combatir la estructura de la delincuencia organizada.

#### Secretario de Seguridad Pública
En diciembre de 2006, con la llegada de la administración del presidente Calderón, García Luna asumió el cargo como titular de la Secretaría de Seguridad Pública. Presentó la Estrategia Integral de Prevención al Delito y Combate a la Delincuencia ante el presidente Felipe Calderón, el 7 de marzo de 2007.  Uno de los ejes de la Estrategia, es el Nuevo Modelo de Seguridad comprendió, entre otros elementos, la homologación de procedimientos y estructuras institucionales; la puesta en marcha de un sistema operativo que incluye el combate y la prevención del delito mediante la participación ciudadana; la profesionalización de los miembros de las corporaciones de policía; y la modernización de los sistemas de operación y vigilancia de los centros penitenciarios del país.
En junio de 2009, con la puesta en marcha del Nuevo Modelo de Policía, se creó oficialmente la Policía Federal. Ese año se creó Plataforma México, una red nacional de interconexión entre estados, municipios y la federación que transporta voz, datos e imagen en tiempo real y permitía conformar el Sistema Único de Información Criminal (SUIC). Plataforma México además de facilitar la coordinación entre las instituciones de seguridad de los tres órdenes de gobierno, también contaba con las capacidades tecnológicas para la compilación y análisis de información en tiempo real, lo que permitía generar productos de inteligencia. El Nuevo Modelo de Policía, además de tecnología e información, contó con hombres y mujeres con estudios mínimos de bachillerato y universidad, sin vínculos delictivos ni antecedentes criminales. En los primeros cinco años de la gestión de García Luna al frente de la Secretaría de Seguridad Pública, el estado de fuerza de la Policía Federal se quintuplicó, al pasar de 6 mil 489 elementos a más de 36 mil. De los nuevos elementos, más de 8 mil 600 tienen perfil universitario y están distribuidos en áreas especializadas de las divisiones de Inteligencia, Investigación, Antidrogas y Científica de la Institución.
Más de 20% del estado de fuerza está integrado por mujeres, una cifra superior a la participación femenina en cuerpos policiales de Estados Unidos, Finlandia, Dinamarca y República Checa. Para impulsar el desarrollo institucional; garantizar la estabilidad laboral e igualdad de oportunidades; elevar la profesionalización y fomentar la vocación de servicio y el sentido de pertenencia, se puso en marcha el Sistema Integral de Desarrollo Profesional (SIDEPOL).
El SIDEPOL tenía cuatro componentes clave: el Servicio Profesional de Carrera Policial, el Programa Rector de Profesionalización, el Régimen Disciplinario y el Sistema Complementario de Seguridad Social. Es importante destacar que en los primeros cinco años de la actual administración, la capacidad penitenciaria se incrementó en casi 140%. Otras acciones llevadas a cabo durante la gestión de García Luna al frente de la Secretaría de Seguridad Pública fue la creación en diciembre de 2008 del Servicio de Protección Federal con personal debidamente capacitado y equipo de vanguardia.
En 2018, Genaro García Luna se desempeñaba como director de GLAC Consulting, empresa dedicada a la consultoría en temas de seguridad, política y economía.

## Delitos cometidos
La revista Forbes lo incluyó en la lista de los 10 hombres más corruptos de México en 2013. En su libro publicado en 2010, Los Señores del Narco, Anabel Hernández acusó a Genaro García Luna de ser un fuerte colaborador de Joaquín Guzmán Loera y de Ismael Zambada líderes del Cártel de Sinaloa. Asimismo, la autora declaró abiertamente que García Luna la amenazó de muerte por su trabajo periodístico.
En 2012 fue señalado por el narcotraficante Édgar Valdez Villarreal de haber recibido dinero del narcotráfico. Acusaciones similares han sido presentadas por la periodista Lydia Cacho, quien ha documentado y denunciado sus conductas criminales al amparo de los expresidentes panistas Vicente Fox y Felipe Calderón, para quienes Genaro colaboró estrechamente durante sus respectivos mandatos.

### Arresto
El 10 de diciembre de 2019 se informó, en los medios de comunicación, sobre su detención en Dallas, Texas, acusado por el fiscal del distrito este de Nueva York de conspiración, aceptar sobornos del Cártel de Sinaloa y por declaraciones falsas.

### Acusaciones por desvío de recursos y lavado de dinero
El 24 de diciembre de 2019, Santiago Nieto Castillo, entonces director de la Unidad de Inteligencia Financiera del gobierno federal, anunció una denuncia contra García Luna ante la Fiscalía General de la República por el desvío de recursos y lavado de dinero cuando era funcionario en el gobierno de Felipe Calderón Hinojosa. Esta acusación se sumó a la investigación por una transferencia de dos mil millones de pesos que la Secretaría de Gobernación realizó a las cuentas de García Luna  en 2013.

### Comparecencia ante corte en Nueva York
El 3 de enero de 2020, compareció ante la Corte Este de Nueva York, en una audiencia que duró aproximadamente 15 minutos, durante la cual García Luna se declaró inocente.
En noviembre de 2022, la fiscalía de Estados Unidos rechazó una solicitud para que le fueran retirados los cargos de narcotráfico. Del mismo modo, un juez rechazó la solicitud de retiro de los cargos solicitado por la defensa de García Luna. El inicio del juicio se programó para el 17 de enero de 2023.
Entre las acusaciones vertidas durante el juicio se ha mencionado los sobornos que Arturo Beltrán Leyva daba a García Luna De igual forma Jesús “El Rey” Zambada García declaró que pagó 5 millones de dólares en sobornos a García Luna.
El 21 de febrero de 2023, el jurado declaró culpable por los 5 delitos que era acusado. El 3 de abril el juez  aceptó aplazar tres meses la sentencia a García Luna a petición de la defensa, tras afirmar que habían encontrado nueva evidencia a favor de su cliente.
Después del juicio, García Luna se ofreció a cooperar con el senador republicano Chuck Grassley sobre las operaciones del FBI y la DEA con el gobierno de Felipe Calderón. En julio de 2023, la defensa solicitó que la sentencia se aplazara al 1 de marzo de 2024, sin embargo, ésta fue rechazada.
Finalmente, el 16 de octubre del 2024 fue sentenciado a 38 años de prisión por los delitos de narcotráfico y crimen organizado en los que estuvo involucrado. Actualmente se encuentra encarcelado en ADX Florence misma prisión donde está el Chapo Guzmán. Su liberación está programada para el 8 de agosto de 2052.

## Libros publicados
Es autor de los libros: 
- Contra el crimen: ¿Por qué 1,661 corporaciones de policía no bastan? Pasado, Presente y Futuro de la Policía en México (2006), en el que detalla la propuesta de un nuevo modelo policial en México con énfasis en las funciones de inteligencia,[45] y
- El Nuevo Modelo de Seguridad para México (2011), en el que se señala cuáles han sido las consideraciones y la visión de Estado para atender un reto de alta prioridad nacional.[46] Así mismo, autor del libro
- “Seguridad con bienestar” Un nuevo modelo integral de seguridad (2018), en el que detalla la evolución del delito en estudio comparativo en diferentes ciudades, mediante factores sociales, educativos, económicos y de violencia, a través de un modelo que mide la profundidad de la magnitud de dichas variables y cómo estas impactan en el fenómeno delictivo.[47]

## Premios y distinciones
- Designación a la Excelencia que otorga el Centro de Investigación y Seguridad Nacional a los funcionarios destacados durante cuatro años consecutivos, así como la Medalla al Valor (1996).[7]

- El Gobierno de España le otorgó la condecoración de la Orden del Mérito Policial, con Distintivo Rojo, por su contribución en el combate al terrorismo, en octubre de 2001.[7]

- En abril de 2004, la International Association of Law Enforcement Intelligence Analysts (IALEIA), Capítulo México, le entregó el Premio al Servicio Profesional 2004 en su Categoría 8, que refiere: “Al Ejecutivo de Áreas de Procuración de Justicia por un Extraordinario Soporte y Reconocimiento a la Función de Análisis de Inteligencia”.[7]

- Reconocimiento por las investigaciones y arrestos de fugitivos, otorgado por el Buró Federal de Investigación (FBI) en septiembre de 2004.[7]

- En mayo de 2005, la Policía Nacional de Ecuador lo distinguió con la Medalla Insignia Policía Nacional en reconocimiento a su valioso aporte y cooperación con la Policía Nacional de ese país.[7]

- En junio de 2004, la Administradora de la DEA, Karen P. Tandy, le entregó un reconocimiento por su valiosa colaboración en la lucha contra el narcotráfico.[7]

- En septiembre de 2005, durante la 74 Asamblea General, llevada a cabo en Berlín, Alemania, la Organización Internacional de  Policía  Criminal (INTERPOL) le otorgó el Distintivo de Plata de la Secretaría General.[7]

- En mayo de 2011, recibió de manos del presidente de la República de Colombia, Juan Manuel Santos, la Medalla al Mérito categoría Excepcional, en la ciudad de Bogotá.[48]